# Jägerbataillon 33 (Bundesheer)
Das Jägerbataillon 33 (JgB 33) ist ein gepanzerter Jägerverband des österreichischen Bundesheeres. Das Bataillon ist in der Burstyn-Kaserne, im niederösterreichischen Zwölfaxing stationiert. Neben dem Gardebataillon ist das Jägerbataillon 33 der einzige Kampfverband im Wiener Raum.

## Geschichte

### 1956 bis 1960: 1. Abteilung der Panzertruppenschule
Am 13. September 1956 wurde die I. Abteilung der Panzertruppenschule, bestehend aus einem Kommando und zwei Panzerkompanien in LINZ/HÖRSCHING aufgestellt. Das war der Beginn der Geschichte des Kampfverbandes. Die Panzerkompanien waren mit Fahrzeugen und Ausrüstung aus dem Rücklass der Alliierten ausgestattet. Kampfpanzer waren der T 34/85 und der M-24. Die ersten Grundwehrdiener, welche am 1. Oktober 1956 einrückten hatten im selben Monat im Zuge der Ungarnkrise ihre erste Bewährungsprobe.
1957 übersiedelten die ersten Teile auf den ehemaligen Flugplatz in Zwölfaxing, welcher auch heute noch die Heimat des Kampfverbandes ist. Rund drei Jahre später erfolgte die Umbenennung von 1. Abteilung der Panzertruppenschule hin zu Panzerbataillon 33, welches zunächst einheitlich auf den Kampfpanzer M 47 und viereinhalb Jahre später auf den Kampfpanzer M60 A1 umgestellt wurde. Das Panzerbataillon 33 war damit das erste Bataillon Europas, welches den modernen Amerikanischen Panzer in Verwendung hatte.

### 1960 bis 2015: Panzerbataillon 33
1968 wurde die dritte Panzerkompanie zu einer Milizeinheit, welche im Anlassfall eingezogen werden kann. Auch heute ist die dritte Kompanie wieder das Milizstandbein des Verbandes.
Am 21. August 1968 des Jahres wurde der Kampfverband aufgrund der zur Niederschlagung des tschechoslowakischen Aufstandes anrückenden Sowjet-Armee alarmiert und übernahm die Sicherung des Raumes Schwechat sowie des Hauptflughafens Österreichs.
Am 2. Februar 1969 wurde mit SIMMERING- GRAZ- PAUKER AG, WIEN, heutige Siemens Mobility Austria GmbH die erste Partnerschaft zivilen Firma und einem Verband des Bundesheeres gegründet. Bis ist die Partnerschaft von laufendem, persönlichem Gedankenaustausch und gemeinsamen Festlichkeiten geprägt.
1976 Nach Einsturz der Reichsbrücke in Wien wurden die schweren Bergeeinheiten des Panzerbataillons 33 mit ihren Bergepanzern M 88 entsendet.
Den vierten Einsatz in seiner Geschichte erlebte das Bataillon mit seinen modernisierten M60 A3 im Jahr 1991 während der Krise an der jugoslawischen Grenze. Teile des Bataillons sicherten als Teil einer Kampfgruppe die Unversehrtheit der Staatsgrenze.
Um die Jahrtausendwende wurde beim Panzerbataillon 33, als erstem Kampfverband, der Kampfpanzer LEOPARD 2 A4 eingeführt. Höhepunkt der Geschichte als Panzerverband stellte der Europäische Simulatorwettkampf „Swiss Tank Challenge“ dar, bei der die 33er Panzerbelegschaften gegenüber vielen In- und Ausländischen Panzersoldaten mehrmals die Oberhand behalten konnten. Die Siege beim international renommierten Wettkampf stellten die Fähigkeiten der Soldaten zur Schau und untermauerten denn Ruf als ältester und bester Kampfpanzerverband des österreichischen Bundesheeres.

### Seit 2015: Jägerbataillon 33
Im Zuge einer Heeresreform wurden 2015 alle Kampfpanzer vom Typ Leopard 2A4 abgegeben und eine neue Ära als infanteristischer Kampfverband begann.
Am 6. Mai 2019 rollten die ersten Mannschaftstransportpanzer Pandur UNA2 in die Kaserne ein.
Die 2. Kompanie beherbergte viele Jahre einen Zug im Kaderpräsenzstatus. 2022 wurde die gesamte Kompanie zur Kaderpräsenzeinheit erklärt, was viele neue Chancen für den Verband brachte, allerdings auch dafür sorgte, dass alle Bediensteten vom Kompaniekommandant abwärts bis hin zu den Gruppenkommandanten, welche nicht in die KPE wollten, in die 1. Jägerkompanie wechseln mussten.
2023 wurde der Fuhrpark mit dem Mannschaftstransportpanzer Pandur EVOLUTION erweitert.

## Auftrag und Gliederung
Die Hauptaufgabe des Jägerbataillon 33 ist die militärische Landesverteidigung. Neben der Hauptaufgabe wird das Bataillon auch zur Katastrophenhilfe, zu Assistenz- (vor allem Grenzsicherung), Auslandseinsätzen sowie der Teilnahme an internationalen Übungen herangezogen. Die Aufgaben im Einsatzfall sind die Sicherung des Flughafens Wien-Schwechat, der Schutz kritischer Infrastruktur und verfassungsmäßiger Einrichtungen sowie der Kampf in urbanen und ruralen Gebieten.
Während die 1. Jägerkompanie unter anderem mit der Heranbildung von Rekruten betraut ist, hat die 2. Jägerkompanie den Auftrag eine Kaderpräsenzeinheit zu stellen. Gemeinsam mit der 3. Jägerkompanie als Milizkompanie bilden sie die Kampftruppe des Jägerbataillon 33. Die Kampfunterstützungskompanie verfügt über die Unterstützungswaffen des Verbandes, wie schwere Scharfschützengewehre, Panzerabwehrlenkwaffen und Granatwerfer.

### Gliederung
Bundesministerium für Landesverteidigung
- Direktion 1 Einsatz
  - 3. Jägerbrigade
    - Jägerbataillon 33
      - Bataillonskommando
      - Stabskompanie
      - 1. Jägerkompanie
      - 2. Jägerkopmanie (KPE)
      - 3. Jägerkompanie (Miliz)
      - Kampfunterstützungskompanie

## Ausrüstung und Gefechtsfahrzeuge
Das Bataillon ist aktuell mit dem Dingo 2, dem Mannschaftstransportpanzer Pandur UN A2 und Pandur Evolution (Panzer) und dem geschützten Aufklärungsfahrzeug Husar, sowie allen gängigen Waffen der österreichischen Infanterie ausgerüstet.
Als infanteristischer Verband verfügt das Bataillon über folgende Waffensysteme:
- Maschinengewehr 74
- Sturmgewehr 77
- Scharfschützengewehr 69
- Pistole 80
- Panzerabwehrrohr 66/79
- Schwerer Granatwerfer 86
- Panzerabwehrlenkwaffe 2000

Das gehärtetes Jägerbataillon verfügt der Kampfverband über folgende Gefechtsfahrzeuge:
- Dingo 2
- Pandur (Panzer)
- Pandur „Evolution“ (2023)[1]
- Husar

## Sonstiges
Motto
Das Motto „Von 33 kommt man“, erschien das erste Mal bei der Antrittsrede des Bataillonskommandanten Oberst d.G. Jure Bauer und löste intern rasch den durch die Umstrukturierung unpassend gewordenen Spruch „Panzer voran“ ab. Angespielt wurde beim neuen Motto auf die Soldaten des Bataillons, welche größtenteils schnell weg vom Verband wollen.
Farbe und Wappentiere
Die Barettfarbe ist grün. Die Kompanien tragen ein Wappentier, das bei den 33er seit Jahrzehnten Tradition ist und den Kampfgeist der Soldaten symbolisieren soll. Diese sind für die Stabskompanie der Elefant, für die 1. Kompanie der Wasserbüffel, für die 2. Kompanie (Kaderpräsenzeinheit) das Nashorn und für die Kampfunterstützungskompanie, der Bison. Das Kommando wird durch den Pandur (Panzer) dargestellt.
Partnerschaften und Kooperationen
Mit der Firma Siemens Mobility Austria verfügt das Jägerbataillon 33 über die älteste Partnerschaft des österreichischen Bundesheeres. Enge Zusammenarbeit besteht zum Verein Freunde des Panzerbataillon 33, sowie zum Traditions-Dragoner Regiments Nr. 3 König von Sachsen, deren Wappen, Teil des Abzeichens des Verbandes ist. Bis zum Jahre 2022 veranstalteten Angehörige des Kampfverbandes eine Wohltätigkeitsveranstaltung zur Adventzeit, deren Reinerlös an die Kinder-Krebs-Hilfe Elterninitiative ging.
Kriegsgräberfürsorge
Seit vielen Jahren nehmen Soldaten des Verbandes bei der jährlichen Allerheiligensammlung für das österreichische Schwarze Kreuz teil.
Truppenzeitung
Das Bataillon verfügt mit „Der 33er“ über eine eigene Truppenzeitung.